# 希密爾

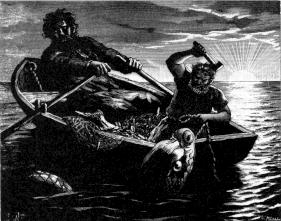
索爾和希密爾在釣魚

希密爾（Hymir），是北歐神話中的一名巨人，他住在世界盡頭的艾爾瓦加爾（Elivagar），他的母親是有九百顆頭的女巨人，妻子一說是無名的女巨人，一說是Hrod，且有可能屬於神族一員。在《詩體埃達》〈希密爾之歌〉（Hymiskvitha，The Lay of Hymir）中提到他們的孩子是戰神提爾（Tyr）。讓人感到混亂的是，除〈希密爾之歌〉外，在別的故事裡提爾都被當作是奧丁（Odin）之子。為此出現兩種說法，一個說法認為此時提爾為「神」的泛稱，指的是任何一個神。另一說則認為故事中的角色其實是巨人族出身且躋身神族之列的洛基（Loki）。

## 希密爾之歌
在〈希密爾之歌〉中提到的故事是：北歐諸神想拜託埃吉爾（Aegir）釀酒，但埃吉爾說道沒有夠大的鍋子。這時提爾想起他的父親希密爾擁有一個巨大的鍋子，有二公里深。於是諸神便推派索爾和提爾出發去取鍋。當他們來到巨人的城堡，提爾的母親非常高興的接待兩人，並囑咐他們先躲在大鍋裡面等希密爾。希密爾知道離開巨人族加入神族的兒子回來，非常不高興，但看在妻子的分上，他還是設宴款待。
第二天，希密爾要求索爾和他一起去海上釣魚準備晚餐，希密爾很快就釣到了兩頭鯨魚，索爾把希密爾的一頭黑色牡牛希敏爾喬特（Himinrjot）的頭給擰下來當作釣餌，其實這時候的索爾想要釣的是世界巨蛇耶夢加得（Jormungandr），公牛的血味果然引來耶夢加得，當索爾史盡全力把耶夢加得拉起時，力量之大把船底都踩破了。
耶夢加得發現自己被釣起來後，又驚又怒，猛吐著毒氣，並猛然地在水面上騰躍。海底的怪物都因此渾身發抖。岩石崩裂，大地搖幌，在旁邊觀看的希密爾嚇得臉色蒼白，索爾舉起雷神之槌想要打死耶夢加得，希密爾卻嚇得連忙把釣線砍斷，耶夢加得再次跌回深海，直到「諸神的黃昏」（Ragnarok）時，這兩個宿敵才會再次戰鬥。
眼看擊殺巨蛇不成，索爾雖然生氣但也無可奈何，希密爾這時要求索爾將船拖回海灘並將兩頭鯨魚搬回自己家裡，希密爾認為不管哪一樣，索爾都無能為力的，因為船既龐大又沉重，而且海灘到巨人家這段路程又是一段很陡的山坡路。可是，索爾一聲不哼地彎下腰，也不把船裡的水倒掉，就隻手把船拉到海灘上，然後，把它扛起來，自由自在地運到巨人家，船上的槳以及兩頭鯨魚都一起跟船運回來。
晚餐筵席上，索爾提出此行的目的，希密爾則要求索爾先把一只水晶酒杯（也有說是高腳木盤）弄破，證明自己的力氣後才可能走大鍋。這個水晶酒杯堅硬無比，就算砸到石頭上也絲毫無損，希密爾的妻子偷偷提醒索爾：只有希密爾的頭才硬過石頭。索爾拿起水晶酒杯砸向希密爾，酒杯應聲而破，希密爾非常痛惜酒杯，但又無法責備索爾。他接著又說道：「你要是能舉起這鍋子，我就把這鍋子送給你！」於是索爾用雙手抓住了鍋邊，用力往上舉，因為用力太猛，把地板也給踏碎了，終於把鍋子給舉了起來。
索爾贏了打賭也成功取走大鍋。索爾和提爾在回程的路上，心有不甘的希密爾帶著許多巨人夥伴追上來想要討回大鍋，索爾將雷神之鎚往巨人們擲去，將巨人們全部打倒。